# Черчино
Черчино (итал. Cercino) је насеље у Италији у округу Сондрио, региону Ломбардија.
Према процени из 2011. у насељу је живело 138 становника. Насеље се налази на надморској висини од 526 м.

## Становништво
| 1936. | 1951. | 1961. | 1971. | 1981. | 1991. | 2001. | 2011. |
| ----- | ----- | ----- | ----- | ----- | ----- | ----- | ----- |
| 774   | 754   | 767   | 583   | 521   | 647   | 689   | 754   |